# Tourismusministerium
Ein Tourismusministerium ist ein Ministerium, das als Teil einer Administrative federführend und umfassend für Tourismuspolitik zuständig ist. Dies gilt analog für ein Freizeitministerium bezüglich Freizeitpolitik. Für viele Staaten haben Tourismus und Freizeit eine hohe politische Bedeutung und begründen daher als Politikfelder eigenständige Ministerien.
In anderen Staaten werden diese beiden Politikfelder von der Administrative nicht als Sektorpolitik, sondern als Querschnittsaufgabe betrachtet. Je nach Zuschnitt der Aufgabenspektren ist die federführende tourismus- oder freizeitpolitische Zuständigkeit meist dem Wirtschaftsministerium, dem Umwelt- oder Kulturministerium zugeordnet. In der Regel erfüllen dann auch weitere Ministerien abgegrenzte tourismus- oder freizeitpolitische Aufgaben.
Leiter ist der Tourismusminister respektive Freizeitminister.

## Situation in Deutschland
Im Rahmen der föderalen Aufgabenteilung liegt die tourismuspolitische Kernkompetenz bei den Ländern. In den Ländern sind in der Regel die Wirtschaftsministerien für Tourismus zuständig, zum Beispiel in Bayern, Nordrhein-Westfalen und Niedersachsen, bzw. die Wirtschaftsbehörde in Hamburg.
Die Tourismuspolitik der 16 Länder und des Bundes wird im Bund-Länder-Ausschuss Tourismus unter Vorsitz des Bundesministerium für Wirtschaft und Energie (BMWi) koordiniert, der zweimal jährlich tagt. Der parlamentarische Staatssekretär beim BMWi fungiert zudem als Tourismusbeauftragter der Bundesregierung. Das BMWi lässt sich durch einen Tourismusbeirat von externen Fachleuten beraten und harmonisiert darin die Interessenlagen vor allem privatwirtschaftlicher Akteure.
Ein eigenständiges Tourismusministerium gibt es in Deutschland auf Bundes-Ebene nicht. Zuständig für die Tourismuspolitik ist das Bundesministerium für Wirtschaft und Energie. Dieses Ministeriums hat die Zielvorgaben, die soziale Marktwirtschaft mit Leben zu füllen, nachhaltigen Fortschritt zu sichern und den sozialen Zusammenhalt zu stärken. Tourismus wird hierbei als ein wichtiger Teil der deutschen Wirtschaft betrachtet. Tourismuspolitische Aufgaben des Bundesministeriums für Wirtschaft und Energie sind daher, die Rahmenbedingungen für eine gute Entwicklung des Tourismus in Deutschland positiv zu gestalten, die Pflege der Beziehungen zum Ausland, die u. a. durch Tourismuswerbung der Deutschen Zentrale für Tourismus stattfindet und die gezielte Förderung der Wettbewerbsfähigkeit der mittelständischen Tourismuswirtschaft. Tourismuspolitik überschneidet sich mit den Zuständigkeitsbereichen anderer Ministerien wie z. B. Umwelt und Verkehr.

## Liste der Tourismus- und Freizeitministerien auf nationaler Ebene
| Land                   | Ministerium                                                                                                | Abk.     | Aufgabengebiet                                                               | Minister                                      |
| ---------------------- | --- | -------- | ---------------------------------------------------------------------------- | --------------------------------------------- |
| Äthiopien              | Ministry of Youth, Culture & Tourism                                                                       | MYSC     | Jugend, Kultur und Tourismus                                                 | Minister of Tourism                           |
| Australien             | Department of Resources, Energy and Tourism                                                                | RET      | Rohstoffe, Energie und Tourismus                                             | Minister for Tourism                          |
| Bahamas                | Ministry of Tourism                                                                                        |          | Tourismus                                                                    | Minister of Tourism                           |
| Brasilien              | Ministério do Turismo                                                                                      |          | Tourismus                                                                    | Liste seit 1992                               |
| Bulgarien              | |          | Tourismus                                                                    | Nikolina Angelkova                            |
| Burkina Faso           | Ministère des Sports et des Loisirs                                                                        |          | Sport und Freizeit                                                           | Ministre des Loisirs                          |
| Chile                  | Ministerio de Economía, Fomento y Turismo                                                                  | Minecon  | Wirtschaft, Entwicklung und Tourismus                                        | Ministro de Turismo                           |
| Dänemark               | |          | Wirtschaft, Entwicklung und Tourismus                                        | Kristian Jensen                               |
| Deutschland            | Bundesministerium für Wirtschaft und Energie                                                               | BMWi     | Wirtschaft, Energie, Tourismus                                               | Katherina Reiche                              |
| Estland                | |          | Internationale Beziehungen, Tourismus                                        | Marina Kaljurand                              |
| Finnland               | |          | Wirtschaft, Energie und Tourismus                                            | Olli Rehn                                     |
| Frankreich             | Ministère des Affaires étrangères                                                                          |          | Tourismus, Kultur                                                            | Laurent Fabius                                |
| Gambia                 | Ministry of Tourism & Culture                                                                              | MOTC     | Tourismus und Kultur                                                         | Minister of Tourism                           |
| Griechenland           | Ipurgeio Anaptixis, Antagonistikotitas kai Nautilias Υπουργείο Ανάπτυξης, Ανταγωνιστικότητας και Ναυτιλίας | ypoian   | Tourismus, Wettbewerb und Schifffahrt                                        |                                               |
| Indien                 | Ministry of Tourism                                                                                        |          | Tourismus                                                                    | Minister of Tourism                           |
| Indonesien             | Kementerian Pariwisata dan Ekonomi Kreatif                                                                 | Parekraf | Kultur und Tourismus                                                         |                                               |
| Irland                 | Department of Transport, Tourism and Sport                                                                 | DTTS     | Verkehr, Tourismus, Sport                                                    | Paschal Donohoe                               |
| Israel                 | Misrad HaTayarut משרד התיירות Ministry of Tourism                                                          |          | Tourismus                                                                    | Sar HaTayarut שר התיירות                      |
| Italien                | Ministero del turismo                                                                                      | Mibact   | Tourismus                                                                    | Massimo Garavaglia                            |
| Japan                  | Ministerium für Land, Infrastruktur, Verkehr und Tourismus                                                 | MLIT     |                                                                              | Keiichi Ishii                                 |
| Kanada                 | Minister of Small Business and Tourism / Ministre de la Petite Entreprise et du Tourisme                   |          | Kleinbetriebe und Tourismus                                                  | Bardish Chagger                               |
| Kanada                 | Ontario: Ministry of Tourism, Culture and Sport / Ministère du Tourisme, de la Culture et du Sport         | MTC      | Tourismus, Kultur und Sport                                                  | Minister of Tourism / Ministère du Tourisme   |
| Kanada                 | Québec: Ministry of Tourism / Ministère du Tourisme                                                        | MTQ      | Tourismus                                                                    | Julie Boulet                                  |
| Kolumbien              | ministra de Comercio, Industria y Turismo                                                                  |          |                                                                              | Cecilia Álvarez Correa                        |
| Kroatien               | Ministarstvo turizma                                                                                       | MINT     | Tourismus                                                                    | Ministar turizma                              |
| Lettland               | |          | Wirtschaft, Tourismus                                                        | Dana Reizniece-Ozola                          |
| Libanon                | Ministry of Tourism وزارة السياحة                                                                          |          | Tourismus                                                                    | Minister of Tourism                           |
| Liechtenstein          | |          | Kultur, Bildung, Tourismus                                                   | Aurelia Frick                                 |
| Litauen                | |          | Tourismus                                                                    | Jurgita Kazlayskiené                          |
| Luxemburg              | ministère de tourisme                                                                                      |          | Tourismus                                                                    |                                               |
| Malta                  | Ministry for Tourism                                                                                       |          | Tourismus                                                                    | Edward Zammit Lewis                           |
| Malaysia               | Ministry of Tourism and Culture                                                                            | MOTAC    | Tourismus und Kultur                                                         | Mohamed Nazri Abdul Aziz                      |
| Mauritius              | Ministry of Tourism                                                                                        |          | Tourismus                                                                    | Minister of Tourism                           |
| Mexiko                 | Secretaría de Turismo Secretary of Tourism                                                                 | SECTUR   |                                                                              | Secretario de Turismo                         |
| Myanmar                | Ministry of Hotels and Tourism                                                                             |          | Hotels und Tourismus                                                         | Ohn Maung                                     |
| Namibia                | Ministry of Environment and Tourism                                                                        | MET      | Umwelt und Tourismus                                                         | Minister of Tourism                           |
| Niederlande            | Minister van Economische Zaken                                                                             |          | Wirtschaft, Kommunikation, Tourismus                                         | Eric Wiebes                                   |
| Österreich             | Bundesministerium für Arbeit und Wirtschaft                                                                | BMAW     | Arbeit, Bauwesen, Tourismus, Wirtschaft                                      | Martin Kocher                                 |
| Osttimor               | Ministériu Turizmu no Ambiente                                                                             | MTA      | Tourismus und Umwelt                                                         | Francisco Kalbuadi Lay                        |
| Peru                   | Ministerio de Comercio Exterior y Turismo                                                                  | MINCETUR | Außenhandel und Tourismus                                                    | Ministro de Turismo                           |
| Philippinen            | Department of Tourism Kagawaran ng Turismo                                                                 | DOT      | Tourismus                                                                    |                                               |
| Polen                  | Ministerstwo Sportu i Turystyki                                                                            |          | Sport und Tourismus                                                          | Minister Turystyki                            |
| Portugal               | |          | Wirtschaft, Tourismus                                                        | Miguel Morais Leitâo                          |
| Rumänien               | |          | Tourismus, Verkehr, Forschung                                                | Sevil Shhaideh                                |
| Schweden               | |          | Tourismus, Kultur                                                            | Margot Wallstróm                              |
| Schweiz                | Eidgenössisches Departement für Wirtschaft, Bildung und Forschung                                          | WBF      | Wirtschaft, Bildung, Forschung                                               | Johann Schneider-Ammann                       |
| Slowakei               | |          | Tourismus, Kultur                                                            | Marek Maďarič                                 |
| Slowenien              | |          | Wirtschaft, Tourismus                                                        | Zdravko Počivalšek                            |
| Spanien                | Ministro de Industria, Energía y Turismo                                                                   | MINCOTUR | Wirtschaft, Energie, Tourismus                                               | María Reyes Maroto Illera                     |
| Sri Lanka              | Minister of Tourism Development and Christian Religious Affairs                                            |          |                                                                              | John Amaratunga                               |
| Südkorea               | Munhwa Cheyuk Gwangwang-bu 문화체육관광부                                                                  |          | Kultur, Sport und Tourismus                                                  |                                               |
| Südafrika              | Minister of Tourism                                                                                        |          |                                                                              | Tokozile Xasa                                 |
| Tschechien             | |          | Tourismus, internationale Beziehungen                                        | Lubomir Zaorálek                              |
| Türkei                 | Kültür ve Turizm Bakanlığı                                                                                 |          | Kultur und Tourismus                                                         | Turizm Bakanları                              |
| Uganda                 | Ministry of Tourism, Wildlife and Antiquities                                                              | MTWA     |                                                                              | Minister of Tourism, Wildlife and Antiquities |
| Ungarn                 | |          | Wirtschaft,Tourismus                                                         | Mihály Varga                                  |
| Vereinigtes Königreich | Minister for Tourism and Heritage                                                                          |          | Tourismus und Kulturerbe Minister am Department for Culture, Media and Sport | Minister for Tourism                          |
| Zypern                 | Ministry of Energy, Commerce, Industry and Tourism                                                         |          | Wirtschaft, Energie, Tourismus                                               | Yiorgos Lakkotrypis                           |